# Guarani de Goiás
Guarani de Goiás là một đô thị thuộc bang Goiás, Brasil. Đô thị này có diện tích 1229,122 km², dân số năm 2007 là 3988 người, mật độ 3,2 người/km².